# 阿尔芒·法利埃

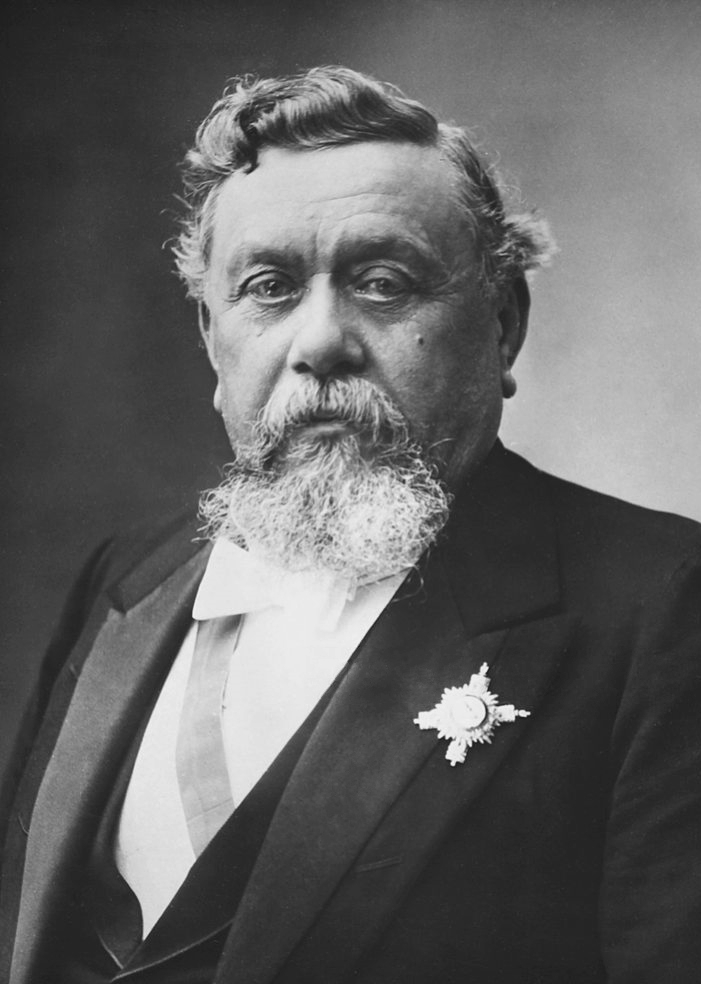
阿尔芒·法利埃

克莱芒·阿尔芒·法利埃（Clément Armand Fallières，1841年11月6日—1931年6月22日），是一位法国政治家，他从1906年至1913年任法国总统。
法利埃法国洛特-加龙省，之后学习法学，并成为律师，他最初在政府的任职是在他家乡省的一个县里任市政府议员（1868年），1871年任当地市长，同年任洛特-加龙省的律师。由于他持共和主义间接，1873年5月梯也爾倒台后他被罢免，但是1876年2月他就被选为代表当地的法国议员。在法国议会中他与左派共和主义者联盟，并获得联选。
1880年5月至1881年11月法利埃出任内务部政务次官，从1882年8月7日至1883年2月20日他出任内务部部长，从1883年1月29日至2月20日还兼任了一个月的总理职。当时拿破仑·波拿巴的一个侄子热罗姆·拿破仑·波拿巴宣称要当法国国王，法利埃政府面临着是否驱逐波拿巴的问题。由于当时法利埃正身患重病，因此他的政府无法面临反对派的攻击。法国参议院驳回他驱逐波拿巴的建议后法利埃辞职。但是同年11月他又被当时的法国总理朱尔·费里任命为公共教育部部长。任期内法利埃对法国学校系统进行了一系列改革。
1885年3月他辞去教育部部长职。1887年5月莫里斯·鲁维埃聘请他出任内务部部长职，12月改任司法部部长，1889年2月再任内务部部长，最后从1890年3月至1892年2月又一次出任司法部部长职。1890年6月他出生的洛特-加龙省以417:23票的比例将他选入法国参议院。他没有参加任何党派，因此得以避免党派纠纷，但是保持了他对共和党的影响。
1899年3月法利埃出任参议院主席。1906年1月法国两院左派党派联盟推举他竞选总统，法利埃因此辞去参议院主席职，他以449:371票的多数战胜了对手保罗·杜美。法利埃在其总统任期内加强与英国和俄罗斯的协约。
法利埃于1868年结婚，他有两个孩子。
| 埃米勒·弗朗索瓦·盧貝 | 法国总统 1906年至1913年 | 普恩加萊  |
| 查尔斯·杜克拉克      | 法国总理 1883年         | 朱尔·费里 |